# David Maree
David Maree (* 31. August 1989 in Kroonstad) ist ein südafrikanischer Radrennfahrer, der Rennen auf Bahn und Straße bestreitet.

## Sportlicher Werdegang
David Maree ist seit 2006 im internationalen Radsport aktiv. Zunächst fuhr er hauptsächlich auf der Straße und startete auch bei Rennen in Europa, wenn auch wenig erfolgreich. Ab Mitte der 2010er wandte er sich zunehmend dem Bahnradsport zu. 2016 wurde er in der Mannschaftsverfolgung erstmals südafrikanischer Meister auf der Bahn und konnte seitdem in jedem Jahr mindestens einen weiteren Titel erringen. 2019 gewann Maree das heimische Straßenrennen Tshwane Classic, obwohl er mit einem gebrochenen Finger an den Start gegangen war.
Bei den Afrikanischen Meisterschaften im Bahnradsport 2020 gewann Maree vier Medaillen, in Omnium und Punktefahren wurde er Afrikameister. Bei den Afrikameisterschaften im Jahr darauf holte er in Omnium und Mannschaftsverfolgung zwei weitere kontinentale Titel.
2021 wurde David Maree für den Start im Omnium bei den Olympischen Spielen in Tokio nominiert, wo er Rang 19 belegte.

## Erfolge
2013
- Bergwertung Mzansi Tour

2016
- Südafrikanischer Meister – Mannschaftsverfolgung (mit Nolan Hoffman, Morne van Niekerk und Reynard Butler)

2017
- Südafrikanischer Meister – Omnium

2018
- Südafrikanischer Meister – Scratch, Mannschaftsverfolgung (mit Nolan Hoffman, Steven van Heerden und Gert Fouche)

2019
- Südafrikanischer Meister – Punktefahren

2020
- Afrikameister – Omnium, Punktefahren
- Afrikameisterschaft – Scratch
- Afrikameisterschaft – Mannschaftsverfolgung (mit Steven van Heerden, Daniyal Matthews und Carl Bonthuys)

2021
- Afrikameister – Omnium, Mannschaftsverfolgung (mit Steven van Heerden, Kyle Swanepoel und Dillon Geary)

2022
- Südafrikanischer Meister – Omnium, Punktefahren

2023
- Südafrikanischer Meister – Omnium